# 呉橋雑技芸術学校
呉橋雑技芸術学校（ごきょう-ざつぎげいじゅつがっこう）は中華人民共和国河北省滄州市呉橋県に位置する中国国内唯一の雑技専門の公立学校。
1985年に創立され、中国全土から雑技を学ぶために学生が集まる。現在、約320名の学生が在籍しており、2002年から国外の留学生も受け入れている。